# 安藤強
安藤 強（あんどう つよし、1963年12月27日 - ）は、神奈川県横浜市出身の野球指導者、元社会人野球選手（内野手）。
NPBの現役選手を経ずに、NPB球団のコーチとなった。

## 経歴
柳川高等学校時の1980年の選抜大会に三塁手として出場。エースは中島輝士であった。
その後、東海大学へ進み4年春にベストナイン受賞。同期に酒井勉、渡辺伸治。卒業後は本田技研でプレー。
2007年からはHondaの監督に就任し、2009年に長野久義らを擁して、都市対抗野球大会で優勝。2015年からは社会人野球の日本代表監督も務めた。
2017年2月1日からは母校の東海大学の監督に就任。しかし、2020年12月に部内での不祥事により、同校のコーチでHondaでの後輩でもあった西郷泰之とともに監督を引責辞任した。
2021年2月1日、読売ジャイアンツの社長付編成アドバイザーに就任した。
同年11月15日、2022年は三軍総合コーチを務めることが発表された。背番号は100。同コーチを1年務め、2023年は二軍総合コーチを務める。また、併せて背番号を75に変更した。2024年は肩書が二軍ヘッドコーチに変更となる。同年限りで退任し2025年からはフロント入りする。

## 詳細情報

### 背番号
- 100（2022年）
- 75（2023年 - 2024年）